# Commissariato della Migiurtinia
Il commissariato della Migiurtinia era uno dei commissariati dell'Africa Orientale Italiana. Istituito nel 1926, faceva parte del governatorato della Somalia. 

## Residenze
Il commissariato comprendeva le seguenti residenze:
- residenza di Dante (Hafun)
- residenza di Alula
- residenza di Bender Cassim (Bosaso)
- residenza di Candala